# Terug naar nul
Terug naar nul is een hoorspel naar het verhaal The Feeling of Power (1959) van Isaac Asimov. Marja Alleman vertaalde het en de TROS zond het uit op woensdag 31 januari 1979, van 23:00 uur tot 23:36 uur. De regisseur was Bert Dijkstra.

## Rolbezetting
- Marijke Merckens (Aub Myron)
- Jan Borkus (Jehan Shuman)
- Hans Karsenbarg (Brant)
- Paul van der Lek (generaal Weider)
- Willy Ruys (president)
- Frans Kokshoorn (professor Loesser)

## Inhoud
De auteur verplaatst ons naar een toekomst waarin het gehele aardse leven afhankelijk is van computers. Alles is geprogrammeerd. Als die rekenmachines een complete oorlog ontketenen, verschijnt er een meisje ten tonele dat een geweldige uitvinding zal doen die van ingrijpende betekenis zal zijn voor het verdere leven op aarde…